# 黎明不會來
《黎明不會來》（英語：Before Night Falls）是一部2000年的美國傳記片，由朱利安·許納貝執導，哈維爾·巴登、奧利佛·馬丁內斯、強尼·戴普及Héctor Babenco主演。電影改編自古巴同性戀詩人雷纳多·阿里纳斯的1993年同名自傳，描述他一生的故事。
電影在威尼斯影展中獲評審團特別獎，而哈維爾·巴登則憑此片獲該影展中最佳男主角，亦入圍第73屆奧斯卡最佳男主角獎。

## 演員
- 哈維爾·巴登 飾 雷纳多·阿里纳斯
  - Vito Maria Schnabel 飾 青少年阿里纳斯
- 奧利佛·馬丁內斯 飾 Lazaro Gomez Carriles
- 強尼·戴普 飾 Bon Bon / Lt. Victor
- Héctor Babenco 飾 Virgilio Pinera
- Andrea Di Stefano 飾 Pepe Malas
- Santiago Magill 飾 Tomas Diego
- John Ortiz 飾 Juann Abreu
- Manuel González 飾 Jose Lezama Lima
- Francisco Gattorno 飾 Jorge Camacho
- Marisol Padilla Sánchez 飾 Margarita Camacho
- Michael Wincott 飾 Herberto Zorilla Ochoa
- Pedro Armendáriz Jr. 飾 阿里纳斯的祖父
- 西恩·潘 飾 Cuco Sanchez
- Najwa Nimri 飾 Fina Zorilla Ochoa
- 狄亞哥·盧納 飾 Carlos
- Cy and Olmo Schnabel 飾 阿里纳斯的同學
- Lola Schnabel 飾 有鑰匙的女孩
- Stella Schnabel 飾 Valeria
- Jack and Esther G. Schnabel 飾 Greenberg先生與太太
- Olatz López Garmendia 飾 阿里纳斯太太

## 參註
1. 1 2 3 4 5  . American Film Institute.   [April 1, 2017]. （原始内容存档于2018-06-12）.
2. ↑  . TheWrap.   [2017-03-31]. （原始内容存档于2017-04-01）.
3. ↑  . Box Office Mojo. Amazon.com.   [2017-03-31]. （原始内容存档于2018-07-05）.

## 外部鏈結
- 互联网电影数据库（IMDb）上《黎明不會來》的资料（英文）
- AllMovie上《黎明不會來》的资料（英文）
- Box Office Mojo上《黎明不會來》的資料（英文）
- 爛番茄上《黎明不會來》的資料（英文）
- Metacritic上《黎明不會來》的資料（英文）
- 豆瓣电影上《黎明不會來》的資料 （简体中文）